# Loei (província)
Loei é uma província da Tailândia. Sua capital é a cidade de Loei.

## Distritos
A província está subdividida em 12 distritos (amphoes) e 2 subdistritos (king amphoes ). Os distritos e subdistritos estão por sua vez divididos em 89 comunas (tambons) e estas em 839 povoados (moobans).

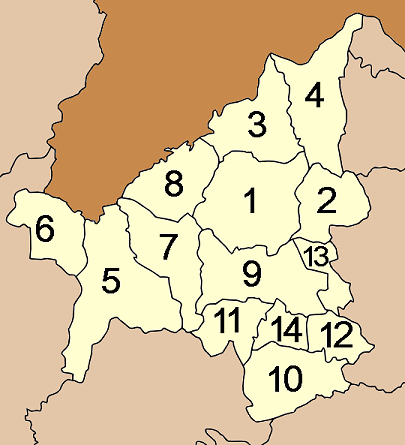
Distritos da província

| Amphoe                                                              |                                                                                | King Amphoe           |
| ------------------------------------------------------------------- | ------------------------------------------------------------------------------ | --------------------- |
| 1. Loei 2. Na Duang 3. Chiang Khan 4. Pak Chom 5. Dan Sai 6. Na Hao | 1. Phu Ruea 2. Tha Li 3. Wang Saphung 4. Phu Kradueng 5. Phu Luang 6. Pha Khao | 1. Erawan 2. Nong Hin |